# Serafino Migazzo
Serafino Migazzo (Torino, 1893 – Monte Jata, 15 maggio 1937) è stato un militare italiano, decorato con la medaglia d'oro al valor militare alla memoria nel corso della guerra di Spagna.

## Biografia
Nacque a Torino nel 1893, figlio di Martino e Delfina Guelfa.  Lasciò gli studi per arruolarsi volontario nel Regio Esercito e prese parte alla prima guerra mondiale come soldato di fanteria nel 49º Reggimento fanteria "Parma". Successivamente con la nomina a sottotenente di complemento nel dicembre 1916, passò al 23º Reggimento fanteria "Como" e poi alla compagnia presidiaria della 57ª Divisione mobilitata. Promosso tenente nel settembre 1917, partecipò alle operazioni di guerra sul fronte del Piave e alla battaglia di Vittorio Veneto. Posto in congedo nel 1919, riprese gli studi e conseguì il diploma di geometra nell'Istituto tecnico di Torino e l'abilitazione all'insegnamento di disegno architettonico. Socio dell'Associazione Artigianelli di Torino fu richiamato in servizio attivo con il grado di capitano ed inviato a combattere nella guerra di Spagna, fu assegnato il 25 dicembre 1936, alla 2ª Brigata mista "Frecce Nere", assumendo il comando della 11ª Compagnia del 4º Reggimento. Cadde in combattimento sul Monte Jata il 15 maggio 1937 e fu decorato con la medaglia d'oro al valor militare alla memoria.

### Fonti
1. ↑  Gruppo Medaglie d'Oro al Valore Militare 1965, p. 232.
2. 1 2 3 4 5 6 7  Combattenti Liberazione.
3. ↑  Crivellin 2008, p. 94.
4. ↑   Medaglia d'oro al valor militare Migazzo Serafino, su quirinale.it, Quirinale. URL consultato l'11 febbraio 2023.
5. ↑  Registrato alla Corte dei conti lì 15 novembre 1937, registro n. 38 guerra, foglio 255.